# Hrafnatindur
Hrafnatindur är en bergstopp i republiken Island. Den ligger i regionen Suðurland, 160 km sydost om huvudstaden Reykjavík. Toppen på Hrafnatindur är 555 meter över havet, eller 102 meter över den omgivande terrängen. Bredden vid basen är 0,82 km.
Trakten runt Hrafnatindur är nära nog obefolkad, med mindre än två invånare per kvadratkilometer. Närmaste större samhälle är Vík í Mýrdal, nära Hrafnatindur. Trakten runt Hrafnatindur består i huvudsak av gräsmarker.